# 曹家渡圣弥额尔堂

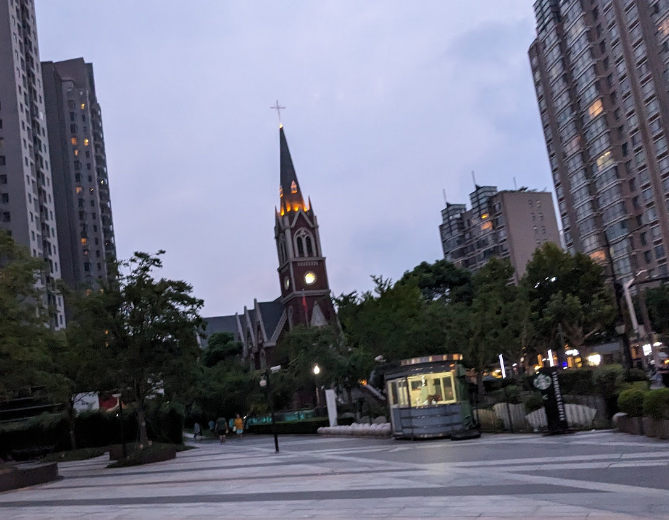
曹家渡圣弥额尔堂

曹家渡圣弥额尔堂，简称“曹家渡天主堂”，位于中国上海长宁区万航渡路1066号，属天主教上海教区所有。 

## 历史
- 1921年，徐家汇圣母院修女路易斯佩（法国籍）、金闺前往曹家渡一带传教，教友曹毛媛捐献房屋，改建为圣弥额尔堂。奉圣弥额尔为主保。
- 1930年，唐若瑟神父主持圣弥额尔堂，由南通富商郁建生捐建新堂。
- 1933年，升格为总本堂。
- 1935年，李思德神父曾主持筹建大堂，1937年因中日战争爆发而停建。
- 1966年，文革时期被关闭占用。
- 1984年12月25日，曹家渡天主堂复堂。[1]
- 2004年，曹家渡堂所在地段旧区改造，规划异地重建于万航渡路1066号。
- 2009年4月25日，天主教上海教区辅理主教邢文之主持了曹家渡圣弥额尔堂的重建奠基仪式[2]。
- 2011年6月，新堂竣工；9月29日复堂。

## 建筑特色
哥特式圣堂，圣堂的彩绘玻璃窗以圣经故事的救恩史，分为旧约和新约两组。祭台的设计采用的是东罗马宫廷建筑风格。

## 弥撒时间
- 平日弥撒（中文）：周一～周五 7:00，周六 8:30
- 主日弥撒：中文弥撒 8:30，法文弥撒 10:30
- 提前主日弥撒（法文）：周六 18:00